# Эгалеос
Эга́леос (Эгалео, греч. Αιγάλεω) — горы в Греции, в Аттике. Высочайшая вершина — 467,7 метров. Южный отрог Парниса. Является границей Афинской равнины на северо-западе, отделяет Афины от Фриасийской равнины и Элефсиса. Простирается от города Каматерон до города Перама на побережье залива Сароникос, напротив острова Саламин, который считается продолжением горы Эгалео. Эгалео — известняковая гора без источников воды, а её растительность ограничена главным образом областями Дафни и Скарамангас. У подножия Эгалео находятся следующие города: Перама, Керацинион, Никея, Коридалос, Айия-Варвара, Эгалео, Хайдарион, Перистерион, Петруполис, Каматерон, Ано-Льосия.
Гору пересекает проспект Атинон, часть национальной дороги 8 Афины — Коринф и Священная дорога (Иера-Одос), ведущая в Элефсис. Часть горы к северу от проспекта известна в античной географии как Пойкила или Пёстрая гора (др.-греч. Ποικίλον ὄρος). Высочайшая вершина — Захарица высотой 452,7 метров. У Пёстрой горы находилось святилище Аполлона Дафнийского, на месте которого находится византийский монастырь Дафни.
В античной географии гора известна как Эгалей (др.-греч. Αἰγάλεως, Αἰγάλεων ὄρος). Страбон называет гору Коридалл (Κορύδαλλός). У подошвы юго-западного склона горы Эгалеос, над храмом Геракла, там, где остров Саламин отделяется узким проливом от Аттики, находился командный пункт, с которого Ксеркс I наблюдал за ходом битвы при Саламине.